# Nephrolepis cordifolia
Nephrolepis cordifolia é uma espécie de feto pertencente à família Nephrolepidaceae.
A autoridade científica da espécie é (L.) C. Presl, tendo sido publicada em Tentamen Pteridographiae 79. 1836.

## Portugal
Trata-se de uma espécie presente no território português, nomeadamente no Arquipélago da Madeira. Ocorre na Ilha da Madeira, não ocorrendo na ilha de Porto Santo, nas Selvagens e nas Desertas.
Em termos de naturalidade é introduzida na região atrás referida.
Há também registo de ser uma espécie naturalizado no Arquipélago dos Açores, ocorrendo em todas as ilhas com excepção da Ilha do Corvo.

## Protecção
Não se encontra protegida por legislação portuguesa ou da Comunidade Europeia.

## Sinónimos
De acordo com a base de dados The Plant List, tem os seguintes sinónimos:
- Aspidium cordifolium (L.) Sw.
- Aspidium tuberosum Bory ex Willd.
- Nephrodium tuberosum (Bory ex Willd.) Desv.
- Nephrolepis cordifolia var. tuberosa (Bory ex Willd.) Baker
- Nephrolepis exaltata var. tuberosa (Bory ex Willd.) Kuntze
- Polypodium cordifolium L.